# Road to Paloma
Road to Paloma  è un film del 2014 diretto ed interpretato da Jason Momoa.

## Trama
Robert Wolf, un nativo americano, decide di darsi alla fuga dopo aver ucciso l'uomo che ha stuprato a morte sua madre nella loro riserva, e per questo l'FBI inizia a mettersi sulle sue tracce. Durante la sua fuga incontra un musicista squattrinato di nome Cash, col quale forma un forte legame di amicizia e fratellanza, e i due intraprenderanno un lungo viaggio in moto attraverso le vaste autostrade dell'America occidentale, vivendo svariate esperienze: combattimenti clandestini per racimolare qualche soldo, l'incontro con Magdalena, di cui Wolf finirà per innamorarsi, e il vagabondaggio attraverso i paesaggi mozzafiato dell'America centrale, il tutto con la legge che implacabilmente continua a braccarli. I due finiscono quindi per dirigersi a nord verso la proprietà della sorella di Wolf, dove egli intende spargere le ceneri di sua madre. Una volta riunitosi alla sorella e al cognato, i quali hanno da poco avuto un figlio, Wolf si dirigerà infine verso un lago di montagna insieme a Cash, dove metterà in atto il rito indiano di sepoltura della madre. Ma gli agenti dell'FBI che lo inseguono, dopo aver trovato e minacciato la sorella e il cognato, riescono infine a raggiungerlo al lago. Qui Wolf tenta di fuggire ma viene raggiunto da un proiettile, e ormai ferito e stremato, decide di togliersi la vita piuttosto che essere imprigionato per il resto dei suoi giorni, morendo così tra le braccia di Cash.